# Volkshaus (Riesa)
Das Volkshaus in Riesa ist ein denkmalgeschütztes Gebäude im Stil des Neuen Bauens.

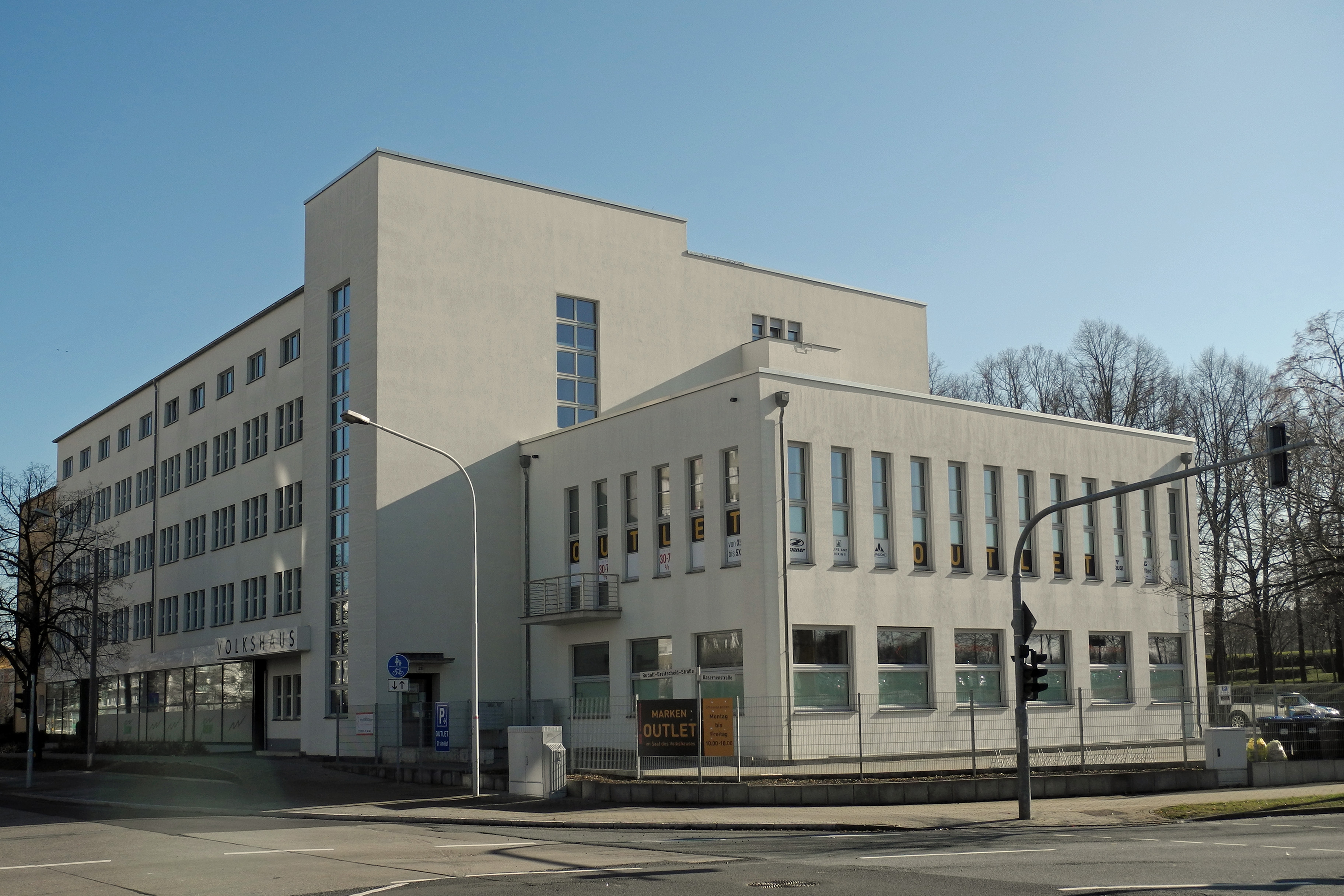
Volkshaus Riesa

## Lage
Das Volkshaus befindet sich zwischen Riesaer Bahnhof und Innenstadt an der Kreuzung Berliner Straße/Kasernenstraße – Rudolf-Breitscheid-Straße, eine der flächenmäßig größten Kreuzungen der Stadt.

## Geschichte
Das Volkshaus wurde 1929/1930 für Gewerkschaften und die SPD im damals modernen Bauhausstil im Auftrag der GEWOG-Dresden gebaut. Die Gesellschaft stand der SPD nahe und wollte erschwingliche Wohnungen für das arbeitende Volk schaffen. Architekt war der Österreicher Hans Waloschek, der zuvor schon die Großsiedlung Dresden-Trachau realisiert hatte. Das Volkshaus Riesa gilt als sein Meisterwerk. Zunächst beherbergte das Gebäude preiswerte, aber qualitativ hochwertige Wohnungen, außerdem Büros, Veranstaltungsräume sowie ein Restaurant und ein Café. 1933 wurde es von den Nationalsozialisten enteignet; sie inhaftierten dort politische Gegner. Ab 1945 zog die Rote Armee ein und nutzte es jahrzehntelang als Kaserne. Ab 1990 verfiel das Gebäude. Der Riesaer Geschäftsmann Lutz Steinchen erwarb das Gebäude von der Stadt und begann 2008, die zugehörige Wohnzeile auf der Ostseite zu sanieren; ab 2012 folgte das eigentliche Volkshaus. Im Bauhaus-Jahr 2019 wurde das Volkshaus Riesa nicht auf der Ortsliste aufgeführt. (Stand Ende 2018)

## Aufbau und Nutzung
Das Gebäude hat unter anderem einen 200 Quadratmeter großen, lichtdurchfluteten Saal.
Das Volkshaus wird heute (Stand Ende 2018) für Mietwohnungen, von einem Zahnarzt, für ein Dentallabor, von einer Physiotherapie und vom Bildungsträger BSW (Bildungswerk der Sächsischen Wirtschaft) genutzt, der am Standort Riesa sowohl Fachpraktiker für Küche, Hauswirtschaft, Metall, Lager und Verkauf ausbildet als auch polnische Arbeitnehmer für die Integration in den Arbeitsmarkt im Landkreis Meißen vorbereitet.